# الیسع
اَلیَسَع (عبری: אֱלִישָׁע‎، نوین: ʼElīšaʻ، طبریه‌ای: ʼĔlīšāʻ، «خدا رستگاری من است»؛ یونانی: Ἐλισσαῖος؛ عربی: الیسع) پیامبر قوم اسراییل در عهد عتیق و قرآن است.

## در عهد عتیق
الیسع پیامبر پادشاهی شمالی اسراییل بود که در زمان جورام، جهو، جهوآهاز و جهواش فعال بود. الیسع فرزند شفات که زمیندار ثروتمندی بود بوده‌است و در نزد الیاس پیامبر شاگردی می‌کرد. اولین اشاره به او وقتی است که الیاس او را به عنوان جایگزین خود مسح می‌کند. الیسع از سوی یهوه به عنوان جایگزین الیاس انتخاب می‌گردد. الیاس در راه خود از طور سینا به دمشق با الیسع برخورد می‌کند. الیاس او را به فرزند خواندگی قبول می‌کند و او را وارد مقام پیامبری می‌کند. برای هشت سال بعد الیسع در خدمت الیاس است تا زمانی که الیاس به بهشت بالا برده می‌شود. در این زمان صحبت زیادی در مورد الیسع به غیر از روزهای آخر الیاس نمی‌شود. الیسع قبل از اینکه الیاس به بهشت برده شود دو قسمت از روح الیاس را به ارث می‌برد. در تفسیر این مطلب گفته می‌شود که این به ارث بردن نشانه جایگزینی صحیح الیسع از الیاس است. الیسع به‌طور معجزه آسایی از رود اردن عبور می‌کند و به اریحه بازمی‌گردد و مردم بسیاری را با تبدیل آب غیر آشامیدنی به آب پاک شگفت زده می‌کند. قبل از اینکه الیسع در سامریا ساکن شود، مدتی را در کوه کارمل سپری می‌کند. در این زمان ارتش اسراییل برای جنگ با قوم مواب آماده می‌شود و الیسع پیش‌بینی می‌کند که خشکسالی زمین‌های اسراییل تمام می‌شود و ارتش اسراییل بر قوم مواب پیروز می‌شود که هر دو این پیشبینهای به حقیقت می‌پیوندند. وقتی گروهی از پسران الیسع را به دلیل طاس بودن مسخره می‌کنند او آن‌ها را لعنت می‌کند و دو خرس ماده از بین درختان بیرون میایند و آن پسران را می‌کشند. او به مدت ۶۰ سال در اسراییل در مقام پیامبر اسراییل باقی می‌ماند.

## معجزه‌ها

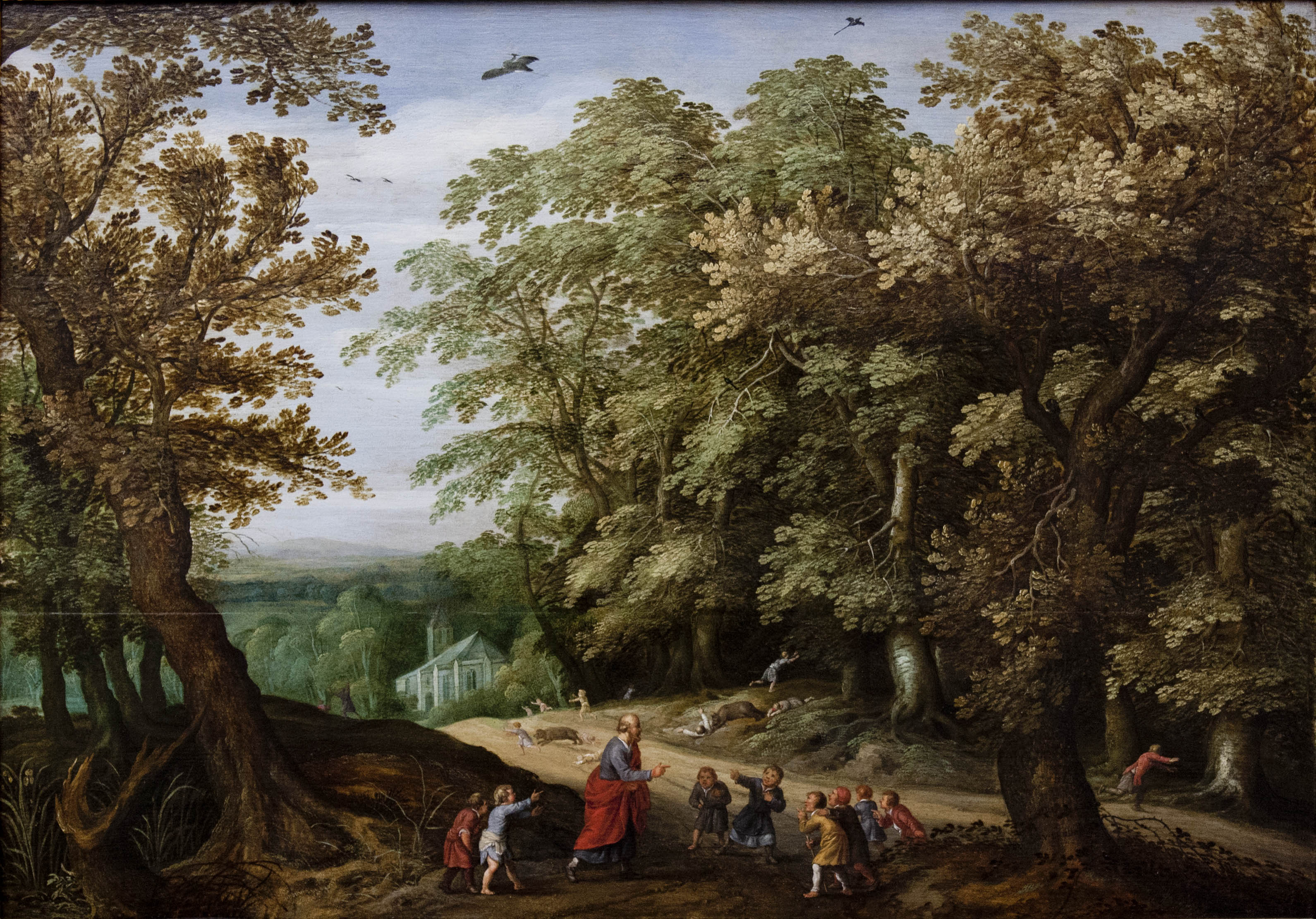
الیسع کودکانی را که مسخره‌اش می‌کنند نفرین می‌کند و عذاب بر آن‌ها وارد می‌شود.

الیسع معجزات زیادی از خود نشان می‌دهد. او برای کمک به زن بیوه‌ای که مقروض است روغن او را چند برابر می‌کند تا او بتواند قرض خود را داده و خانواده خود را از فقر نجات دهد. برای بازپرداخت زن ثروتمند در شونم او از یهوه تقاضای اعطای پسری به او می‌کند و بعد از اینکه پسر آن زن به دلیل گرمازدگی جان خود را از دست می‌دهد او از یهوه می‌خواهد که آن فرزند را زنده کند و آن پسر زنده می‌شود. الیسع برای خوراک دادن به فرزندان پیامبران خاک زمین‌های سمی را تبدیل به غذای کامل می‌کند. او فرمانده سوریه نعمان را از جذام درمان می‌کند ولیکن خدمتکار خود گهازی را که از نعمان پول برداشته بود مجازات می‌کند. نعمان که اول دودل بود به دستور الیسع گوش می‌دهد و تن خود را هفت بار در رود اردن می‌شوید و بدنش مانند بدن کودکی زندگی را بازمی‌یابد. عیسی نیز در عهد جدید به این معجزه الیسع اشاره می‌کند.

## در اسلام
نام الیسع در قرآن ۲بار آمده‌است؛ یک‌بار در آیۀ ۸۶ سورۀ انعام :
و باری دیگر در آیۀ ۴۸ سورۀ ص :
در داستان‌های اسلامی و قصص الانبیاء نیز داستان الیسع ذکر شده‌است. داستان الیسع در این متون کاملاً با داستان عهد قدیم همخوانی دارد. بعضی مسلمانان اعتقاد دارند که محل دفن الیسع در العوجم در منطقه شیعه‌نشین عربستان است. این مکان در زمان عثمانی برای جهتیابی بسیار مهم بود و زائران زیادی نیز به مقبره او می‌رفتند؛ ولیکن دولت عربستان سعودی مقبره الیسع را به دلیل تفکرهای وهابی تخریب کرد. مقبره دیگری در ترکیه نیز تصور می‌شود که به الیسع تعلق دارد.